# Altieri
Altieri är en gammal romersk adelssläkt, som bland sina medlemmar räknat flera kardinaler samt en påve, Clemens X. Släktens residens i Rom, Palazzo Altieri, uppfördes i början av 1600-talet av Giovanni Antonio de Rossi för kardinal Giambattista Altieris räkning.